# Station Balbriggan
Station Balbriggan is een treinstation in Balbriggan in het Ierse graafschap Dublin. Het ligt aan de lijn Dublin - Belfast. 
Naar Dublin rijdt buiten de spits ten minste ieder uur een trein, in de spits ieder kwartier. In noordelijke richting rijden de meeste treinen tot Drogheda. In Dundalk is er een aansluiting met Belfast. 